# Trofeu FIM d'Enduro Vintage 2023
L'edició de 2023 del Trofeu FIM d'Enduro Vintage fou la 7a d'aquesta prova, organitzada per la FIM i anomenada oficialment Enduro Vintage Trophy (EVT). L'esdeveniment se celebrà del 18 al 21 d'octubre a Catalunya, concretament a la Cerdanya, amb l'epicentre situat a Puigcerdà. L'equip d'Itàlia, format pels mateixos pilots que a l'edició anterior (Giorgio Grasso, Tullio Pellegrinelli i Enrico Tortoli), va guanyar el Trofeu per segon any consecutiu.
L'organització d'aquesta edició a la Cerdanya va significar la tornada d'un esdeveniment internacional d'enduro de primer ordre a la comarca, quasi quaranta anys després que Alp hagués acollit la principal prova d'aquesta modalitat, els Sis Dies Internacionals d'Enduro (ISDE) el 1985.

## Organització
L'organització de l'esdeveniment va anar a càrrec del Motoclub Cerdanya en coordinació amb la Federació Internacional de Motociclisme (FIM), la catalana (FCM) i l'espanyola (RFME). Hi col·laboraren el Consell Comarcal de la Cerdanya i els Ajuntaments de Puigcerdà, Bolvir, Queixans, Ger, Guils i Fontanals. Entre els nombrosos patrocinadors hi havia la Generalitat de Catalunya, la Diputació de Lleida, la revista Ara Lleida i el RACC.
El complex format pel paddock, parc tancat i centre neuràlgic de la prova es va situar al Polígon Industrial Camí de Sant Marc de Puigcerdà, a mig camí d'Age, vora el Segre.

## Reglament
L'EVT és una rèplica a petita escala dels Sis Dies Internacionals d'Enduro (ISDE), la competició de motociclisme més antiga de les incloses en els annals de la FIM -la primera edició data de 1913- i una de les més exigents. Els ISDE han estat sovint considerats com a l'"Olimpíada de la Motocicleta".
Així com el màxim guardó dels ISDE és el World Trophy, a l'EVT aquest s'anomena Vintage Veteran Trophy (conegut simplement com a "Trofeu"). Els estats que volen aspirar a guanyar-lo han de presentar-hi equips de tres pilots de 50 anys d'edat en amunt que hi competeixin amb motocicletes fabricades abans de 1984. El guanyador és l'equip que acaba amb menys punts un cop sumats els dels seus tres integrants. El segon guardó en importància és el "Vas d'argent" (Vintage Silver Vase), classificació similar al Trofeu però per a equips formats per pilots més joves (a partir de 40 anys d'edat). Hi ha també trofeus per a equips femenins (Women's) i de club, així com per a participants que ho facin a títol individual.
Els participants han de competir amb motocicletes que s'ajustin a un mínim de dues de les tres categories predeterminades (A, B i C), les quals es defineixen en funció de l'any de fabricació de la moto i s'agrupen per classes en funció de la cilindrada. El 2023, aquestes categories i classes estaven establertes de la següent manera:
- A ("Classic 75"): Motocicletes fabricades fins al 1975
  - A0: Fins a 75 cc
  - A1: Fins a 125 cc
  - A2: Fins a 175 cc
  - A3: Més de 175 cc
- B ("Classic 79"): Motocicletes fabricades de 1976 a 1979
  - B0: Fins a 75 cc
  - B1: Fins a 125 cc
  - B2: Fins a 175 cc
  - B3: Fins a 250 cc
  - B4: Més de 250 cc
- C ("Classic 83"): Motocicletes fabricades de 1980 a 1983
  - C0: Fins a 80 cc
  - C1: Fins a 125 cc
  - C2: Fins a 250 cc
  - C3: Més de 250 cc

Finalment, les motocicletes han de complir els requisits tècnics establerts per a cada categoria: per exemple, les incloses a la categoria "A" han de tenir motor amb refrigeració per aire, frens de tambor i dos amortidors. A més, els seus components -tret d'unes poques excepcions- han de ser els originals, així com la pintura i decoració.

## Calendari
L'esdeveniment, de quatre dies de durada, estava programat entre el dimecres 18 d'octubre i el dissabte 21. El dia abans de començar, dimarts 17, els participants hagueren de formalitzar els tràmits burocràtics (acreditacions i verificacions tècniques de les motocicletes) de matí i, a la tarda, se celebrà la cerimònia inaugural, amb la desfilada dels estats participants i actes semblants.
| Dia | Data                 | Programa                                                           |
| --- | -------------------- | ------------------------------------------------------------------ |
| -   | Dimarts 17/10/2023   | Matí.- Inspeccions administratives (acreditacions i verificacions) |
| -   | Dimarts 17/10/2023   | 19:00.- Cerimònia inaugural                                        |
| 1   | Dimecres 18/10/2023  | Ral·li de 20 km                                                    |
| 1   | Dimecres 18/10/2023  | Test d'acceleració                                                 |
| 2   | Dijous 19/10/2023    | Ral·li de 60 km (Bolvir)                                           |
| 2   | Dijous 19/10/2023    | Dos tests especials: tram i cronometrada                           |
| 3   | Divendres 20/10/2023 | Ral·li de 50 km (Queixans)                                         |
| 3   | Divendres 20/10/2023 | Dos tests especials: tram i cronometrada (dues passades)           |
| 4   | Dissabte 21/10/2023  | Test especial final (motocròs) prop del paddock                    |
| 4   | Dissabte 21/10/2023  | 18:00.- Cerimònia de cloenda i lliurament de premis                |

## Recorregut
El recorregut estava dissenyat per tal que cada dia passés per algun tram que hagués format part dels ISDE de la Cerdanya el 1985.
| Dia | Data   | Recorregut (ral·li)                                                      | Distància | Tests                                                     |
| --- | ------ | ------------------------------------------------------------------------ | --------- | --------------------------------------------------------- |
| 1   | 18 oct | Puigcerdà - Les Pereres - Queixans - Puigcerdà (passant per Vilallobent) | 26 km     | Acceleració a Les Pereres (200 metres)                    |
| 2   | 19 oct | Puigcerdà - Guils - Bolvir - Ger - Fontanals - Puigcerdà                 | 63 km     | 4,5 km (cronometrada a Fontanals i "enduro test" a Guils) |
| 3   | 20 oct | Puigcerdà - Les Pereres - Queixans - Fontanals - Puigcerdà               | 48,5 km   | 4,5 km (cronometrada) a Fontanals                         |
| 4   | 21 oct | Puigcerdà - Vilallobent - Puigcerdà                                      | 12 km     | Cursa de motocròs prop del paddock                        |

## Participants

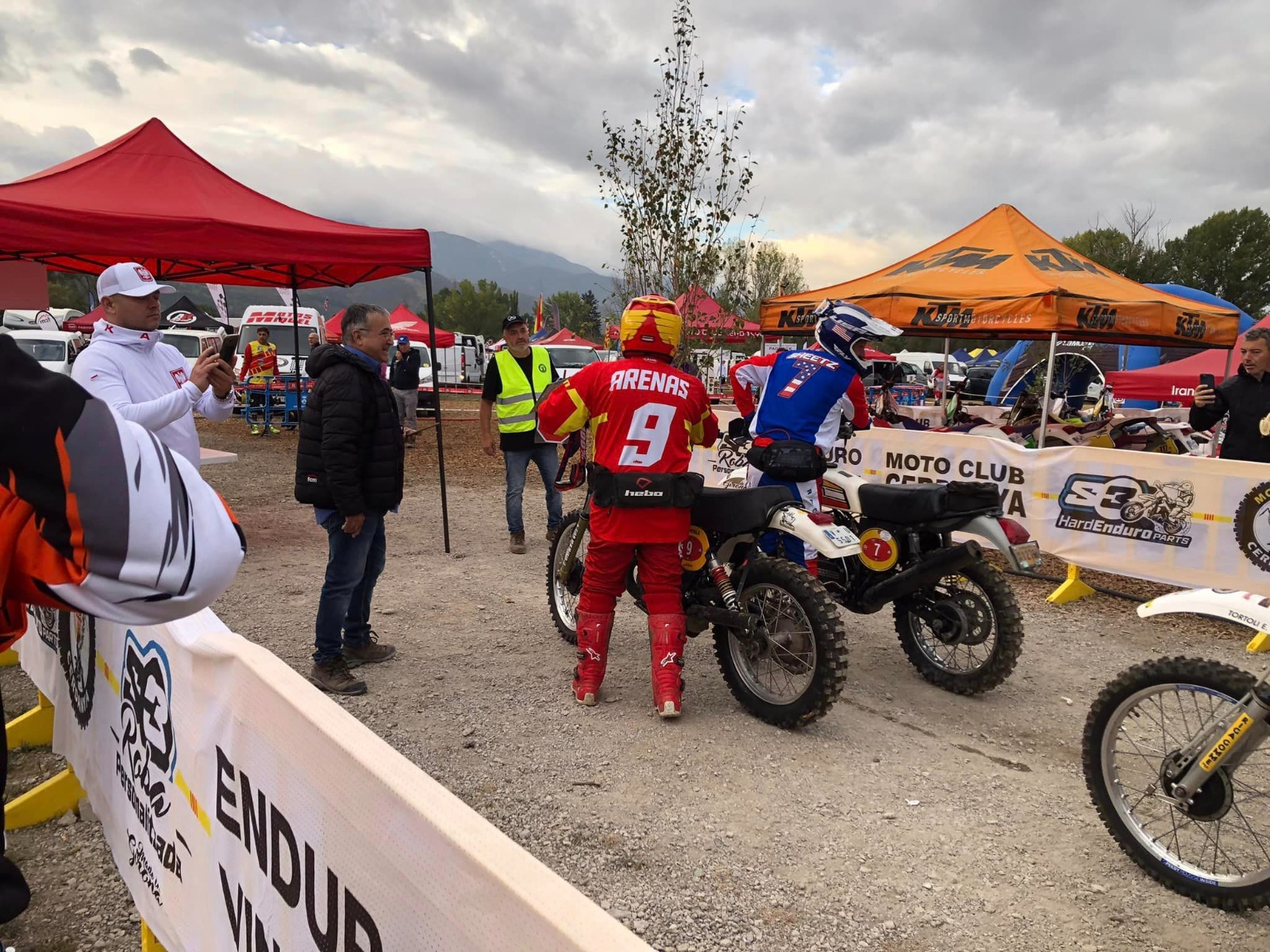
Xavi Arenas i Michael Sheetz esperant la sortida del primer dia

A Puigcerdà s'hi presentaren 13 equips de federacions estatals per al Trofeu: Àustria, Bèlgica, Canadà, França, Alemanya, Hongria, Itàlia, Polònia, Portugal, Suïssa, Anglaterra, Estats Units i Espanya. A més a més, hi havia 26 equips per al Vas d'argent, un de femení (el de la FCM), 29 de clubs i nombrosos pilots a títol individual, als quals cal sumar-hi els membres dels equips d'assistència i acompanyants.
El nombre total de pilots inscrits era de 249, entre els quals hi havia antics campions del món, guanyadors dels ISDE i campions estatals d'enduro, com ara l'alemany Uwe Weber, els italians Giorgio Grasso, Tullio Pellegrinelli, Giuseppe Gallino, Matteo Rubin i Andrea Belotti, l'occità Cyril Esquirol o el català Àlex Llobet.
Al Trofeu Vintage, el màxim guardó, la federació espanyola (RFME) hi va presentar un equip format per tres catalans: Xavi Arenas, amb Montesa, David Gómez, amb Yamaha i Miquel Àngel Boet, amb Yamaha, mentre que al femení, l'únic equip present va ser el de la federació catalana (FCM), format per les catalanes Rosa Romero, amb Montesa, Mireia Badia, amb Bultaco i Judit Solà, amb Bultaco.

## Classificacions finals
Fonts:

### Trofeu
| Posició | Equip        | Pilot                  | Motocicleta   |
| ------- | ------------ | ---------------------- | ------------- |
| 1       | Itàlia       | Enrico Tortoli         | KTM           |
| 1       | Itàlia       | Giorgio Grasso         | Kramer        |
| 1       | Itàlia       | Tullio Pellegrinelli   | Puch Frigerio |
| 2       | França       | Didier Tirard          | Penton        |
| 2       | França       | François Borsotto      | Puch          |
| 2       | França       | Francis Mace           | Fantic        |
| 3       | Alemanya     | Uwe Weber              | MZ            |
| 3       | Alemanya     | Bert Von Zitzewitz     | Maico         |
| 3       | Alemanya     | Sven Roth              | Kramer        |
| 4       | Estats Units | Michael Sheetz         | Can-Am        |
| 4       | Estats Units | Fred Hoess             | Husqvarna     |
| 4       | Estats Units | Lendon Smith           | Husqvarna     |
| 5       | Portugal     | Joao Paulo Fragoso     | Honda         |
| 5       | Portugal     | Antonio Silva          | KTM           |
| 5       | Portugal     | Antonio Oliveira       | Honda         |
| 6       | Canadà       | Claude Auriac          | Can-Am        |
| 6       | Canadà       | Mike Marcoux           | Husqvarna     |
| 6       | Canadà       | Thierry Lacombe        | Husqvarna     |
| 7       | Espanya      | Xavi Arenas            | Montesa       |
| 7       | Espanya      | David Gómez            | Yamaha        |
| 7       | Espanya      | Miquel Àngel Boet      | Yamaha        |
| 8       | Suïssa       | Philippe Rast          | Husqvarna     |
| 8       | Suïssa       | Paolo Di Mauro         | KTM           |
| 8       | Suïssa       | Roland Huguelet        | Maico         |
| 9       | Àustria      | Hannes Stenitzer       | Can-Am        |
| 9       | Àustria      | Anton Reisenhofer      | Puch Frigerio |
| 9       | Àustria      | Kristopher Rosenberger | Puch Frigerio |
| 10      | Anglaterra   | Simon Thomas           | Can-Am        |
| 10      | Anglaterra   | Danny Hall             | Husqvarna     |
| 10      | Anglaterra   | Andy Helliot           | Husqvarna     |
| 11      | Polònia      | Ryszard Augustyn       | KTM           |
| 11      | Polònia      | Piotr Wieckowski       | SWM           |
| 11      | Polònia      | Robert Wieckowski      | KTM           |

### Altres trofeus per equips

#### Vas
| Posició                            | Equip                | Pilot                 | Motocicleta   |
| ---------------------------------- | -------------------- | --------------------- | ------------- |
| 1                                  | GER Team 1           | Peter Zink            | Kramer        |
| 1                                  | GER Team 1           | Jürgen Althaus        | Kramer        |
| 1                                  | GER Team 1           | Ole Fleischer         | Kramer        |
| 2                                  | Club Pantera 2       | Carlo Badii           | KTM           |
| 2                                  | Club Pantera 2       | Roberto Cancelli      | KTM           |
| 2                                  | Club Pantera 2       | Marco Ghilardi        | Ancillotti    |
| 3                                  | FRA Enduro Vintage   | Jean Damien Pettit    | SWM           |
| 3                                  | FRA Enduro Vintage   | Jean-Paul Charles     | Husqvarna     |
| 3                                  | FRA Enduro Vintage   | Denis Chipier         | Husqvarna     |
| 4                                  | Gilera Arcore        | Aurelio Centanaro     | Puch Frigerio |
| 4                                  | Gilera Arcore        | Raffaele Guasco       | Puch Frigerio |
| 4                                  | Gilera Arcore        | Giuseppe Franco Diena | Puch Frigerio |
| 5                                  | MAC Reus             | Carlos Blas Esteve    | Montesa       |
| 5                                  | MAC Reus             | Ataulfo Laboria       | SWM           |
| 5                                  | MAC Reus             | Josep Maria Pañella   | SWM           |
| 6                                  | GER Team 2           | Oliver Schulz         | Maico         |
| 6                                  | GER Team 2           | Rolf Nickolai         | Kramer        |
| 6                                  | GER Team 2           | Petr Beer             | Fantic        |
| 7                                  | Hurant Team Salengro | Eric Letrillard       | Husqvarna     |
| 7                                  | Hurant Team Salengro | Ragnar Katerbau       | Honda         |
| 7                                  | Hurant Team Salengro | Pierre Hurand         | Husqvarna     |
| 8                                  | MC Cerdanya          | Esteve Oliva          | Montesa       |
| 8                                  | MC Cerdanya          | Ramon Prat            | Bultaco       |
| 8                                  | MC Cerdanya          | Carles Salinas        | Bultaco       |
| 9                                  | MC Annemasse         | Denis Collignon       | Barigo        |
| 9                                  | MC Annemasse         | Yves Mazzella         | Suzuki        |
| 9                                  | MC Annemasse         | Jean-Michel Duverney  | Kawasaki      |
| 10                                 | MC A Peroxa          | Blai Jové             | OSSA          |
| 10                                 | MC A Peroxa          | Javier Esteban        | Fantic        |
| 10                                 | MC A Peroxa          | Angel Varea           | OSSA          |
| [..] fins a 26 equips classificats |                      |                       |               |

Abreviatures
1. ↑  Germany Silver Vase Team 1 Kramer Werkxx
2. ↑  France Enduro Vintage
3. ↑  MAC Reus - Escuderia Costa Dorada - FCM
4. ↑  Germany Silver Vase Team 2
5. ↑  MC Annemasse - Alpin-Faulx

#### Femení
| Posició                     | Equip            | Pilot        | Motocicleta |
| --------------------------- | ---------------- | ------------ | ----------- |
| 1                           | Equip Femení FCM | Rosa Romero  | Montesa     |
| 1                           | Equip Femení FCM | Mireia Badia | Bultaco     |
| 1                           | Equip Femení FCM | Judit Solà   | Bultaco     |
| Cap altre equip participant |                  |              |             |

#### Club
| Posició                           | Club                  | Pilot                 | Motocicleta |
| --------------------------------- | --------------------- | --------------------- | ----------- |
| 1                                 | LMO AICS Racing Italy | Maurizio Casartelli   | Puch        |
| 1                                 | LMO AICS Racing Italy | Giuseppe Gallino      | Puch        |
| 1                                 | LMO AICS Racing Italy | Dario Lamura          | Honda       |
| 2                                 | R. Solution France    | Patrice Mourges       | Honda       |
| 2                                 | R. Solution France    | Benoit Virat          | Yamaha      |
| 2                                 | R. Solution France    | Philippe Barthomeuf   | Cardel      |
| 3                                 | Germany Club T1       | Jens Oestreich        | Kramer      |
| 3                                 | Germany Club T1       | Andreas Mosert        | Kramer      |
| 3                                 | Germany Club T1       | Manuel Rüger          | Kramer      |
| 4                                 | Team LGV              | Thomas Pellegry       | Yamaha      |
| 4                                 | Team LGV              | Fabrice Baumont       | Suzuki      |
| 4                                 | Team LGV              | Laurent Pellegry      | Yamaha      |
| 5                                 | MC Ronçana            | Jordi Casas           | Suzuki      |
| 5                                 | MC Ronçana            | Sergi Coll            | Montesa     |
| 5                                 | MC Ronçana            | Jordi Garriga         | TM          |
| 6                                 | Germany Club T2       | Stefan Hau            | Maico       |
| 6                                 | Germany Club T2       | Eric Cyffka           | Husqvarna   |
| 6                                 | Germany Club T2       | Jörg Wellmann         | Fantic      |
| 7                                 | MC Brioude            | Jean Luc Robert       | Puch        |
| 7                                 | MC Brioude            | Serge Tabardel        | Yamaha      |
| 7                                 | MC Brioude            | Jean Francois Gerbier | SWM         |
| 8                                 | Team Freine Tard      | Dominique Naut        | Husqvarna   |
| 8                                 | Team Freine Tard      | Michel Zamboni        | Husqvarna   |
| 8                                 | Team Freine Tard      | Augusten Guyonnaud    | Fantic      |
| 9                                 | MC Igualada           | Genís Cuadros         | Montesa     |
| 9                                 | MC Igualada           | Josep Maria Ortiz     | Montesa     |
| 9                                 | MC Igualada           | Josep Ferrer          | Rieju       |
| 10                                | La Marca Trevigiana   | Christian Cavaliere   | KTM         |
| 10                                | La Marca Trevigiana   | Alessio Bertagnin     | SWM         |
| 10                                | La Marca Trevigiana   | Alessandro Degano     | Ancillotti  |
| [..] fins a 29 clubs classificats |                       |                       |             |

Abreviatures
1. ↑  Germany Club Team 1 Kramer Werkxx
2. ↑  Germany Club Team 2
3. ↑  MC Igualada - Briançó - FCM

### Resultats individuals

#### Classificació absoluta
| Posició                     | Pilot              | Club               | Motocicleta   |
| --------------------------- | ------------------ | ------------------ | ------------- |
| 1                           | Andrea Belotti     | MC Lago D'Iseo     | Honda         |
| 2                           | Tommaso Gasparri   | MC Sebino          | Puch          |
| 3                           | Thomas Bresolin    | Team L.M. Racing   | Portal        |
| 4                           | Quentin Lebre      | MC Val de Senouire | Yamaha        |
| 5                           | Andrea Rastrelli   | Gilera Arcore      | Honda         |
| 6                           | Riccardo Terranova | Scuderia Norelli   | Cagiva        |
| 7                           | Giovanni Musumeci  | Caltagiroe         | Puch Frigerio |
| 8                           | Giorgio Volpi      | Imperia            | Accossato     |
| 9                           | Raymond Bruno      | Team L. M. Racing  | Portal        |
| 10                          | Carles Marset      | -                  | Husqvarna     |
| [..] fins a 48 classificats |                    |                    |               |

#### Guanyadors per categoria
| Categoria | Classe    | Pilot               | Club                  | Motocicleta |
| --------- | --------- | ------------------- | --------------------- | ----------- |
| A         | A0        | Federico Fregnan    | Gilera Arcore         | Fantic      |
| A         | A1        | Marco Ghilardi      | Club Pantera 2        | Ancillotti  |
| A         | A2        | Fabio Balzarini     | MC RS 77              | KTM         |
| A         | A3        | Enrico Tortoli      | Team Italia           | KTM         |
| B         | B0        | François Borsotto   | France Enduro Vintage | Puch        |
| B         | B1        | Manuel Rüger        | Germany Club T1       | Kramer      |
| B         | B2        | Fabrice Baumont     | Team LGV              | Suzuki      |
| B         | B3        | Giorgio Grasso      | Team Italia           | Kramer      |
| B         | B4        | Maurizio Fachinn    | Gaerne MC             | KTM         |
| C         | C0        | Fabio Cassoto       | Gilera Arcore         | Fantic      |
| C         | C1        | Marco Franceschetti | MC AN.BO              | Kramer      |
| C         | C2        | Fred Hoess          | Team USA              | Husqvarna   |
| C         | C3        | Giuseppe Gallino    | LMO AICS Racing Italy | Puch        |
| X         | X1        | Philippe Barthomeuf | R. Solution France    | Cardel      |
| X         | X2        | Andrea Belotti      | MC Lago D'Iseo        | Honda       |
| Open      | Open 1991 | Pere Xavier Montané | MC Solsonès           | KTM         |

1. ↑  Germany Club Team 1 Kramer Werkxx

### Resultats del test d'acceleració
Test celebrat el primer dia a Les Pereres, en un tram de carretera de 200 metres.
| Posició                      | Pilot                  | Classe    | Motocicleta | Temps    | Diferència |
| ---------------------------- | ---------------------- | --------- | ----------- | -------- | ---------- |
| 1                            | Bert Von Zitzewitz     | C3        | Maico       | 00:46'28 | -          |
| 2                            | Jean Yves Raudrant     | C3        | Husqvarna   | 00:46'87 | 00:00'59   |
| 3                            | Josep Ventanachs       | Open 1991 | Husqvarna   | 00:47'10 | 00:00'82   |
| 4                            | Andrea Belotti         | X2        | Honda       | 00:47'42 | 00:01'14   |
| 5                            | Àlex Llobet            | Open 1991 | KTM         | 00:48'45 | 00:02'17   |
| 6                            | Patrice Mourges        | Open 1991 | Honda       | 00:48'59 | 00:02'31   |
| 7                            | Jens Oestreich         | C3        | Kramer      | 00:48'60 | 00:02'32   |
| 8                            | Santiago López         | B4        | Montesa     | 00:48'89 | 00:02'61   |
| 9                            | Stefan Hau             | B4        | Maico       | 00:49'15 | 00:02'87   |
| 10                           | Michele M. R. Di Mauro | Open 1991 | Honda       | 00:49'18 | 00:02'90   |
| [..] fins a 248 classificats |                        |           |             |          |            |